# Mehdi Terki
Mehdi Terki (27 september 1991) is een Algerijns-Frans voetballer, spelend als middenvelder of aanvaller.

## Carrière
Terki voetbalde in Frankrijk bij US Maubeuge, Valenciennes FC en opnieuw US Maubeuge. Een reservecoach van bij RAEC Mons, die afkomstig was van Maubeuge, haalde Terki in 2009 naar België. In het seizoen 2009/10 mocht hij een keer meedoen met het eerste elftal: in de eindrondewedstrijd tegen KVSK United mocht hij een half uur meespelen. Het seizoen daarop dwong hij met de club promotie naar de Jupiler Pro League af. Terki bleef echter niet bij Bergen: in april 2011 ondertekende hij een tweejarig contract bij AA Gent.
Nadat hij in het seizoen 2011/12 geen enkele keer in actie kwam in het eerste elftal van AA Gent, kwam hij in het seizoen 2012/13 uit voor derdeklasser FCV Dender EH. Op het einde van het seizoen werd hij van training gestuurd na een aanvaring met trainer Jean-Pierre Vande Velde, maar dit incident werd snel gesloten. Toen Terki enkele maanden net als Mickaël Tirpan en Raoul Ngadrira een nieuw contractvoorstel kreeg dat een stuk lager lag dan het vorige, eindigde zijn tijd bij Dender. Na een mislukte test bij Lommel United tekende hij in augustus 2013 uiteindelijk voor CS Constantine in zijn thuisland Algerije.
Na een half jaar keerde hij terug naar FCV Dender EH, waar hij een van de smaakmakers werd. Zijn prestaties lieten ook enkele eersteklassers niet onberoerd: Emilio Ferrera, zijn ex-trainer van bij Dender, wilde hem naar Oud-Heverlee Leuven halen, en ook KSC Lokeren toonde interesse. Toenmalig Dender-trainer Thierry Pister veroordeelde de interesse van Ferrera in Terki: "Emilio Ferrera maakt de hoofdjes gek van spelers als Mehdi Terki terwijl iedereen weet dat hij in eerste klasse een aanpassingsperiode nodig heeft en niet meteen een meerwaarde zou creëren. Dan haal je dergelijke spelers toch beter in de zomerperiode binnen", sprak hij in de pers.
Uiteindelijk koos Terki voor Lokeren, dat hem op 30 januari 2016 een profcontract van tweeënhalf jaar aanbood. Van trainer Georges Leekens kreeg hij meteen zijn kans. Onder diens opvolger Rúnar Kristinsson groeide Terki zelfs uit tot een sterkhouder, waarop hij in februari 2017 een contractverlenging kreeg. Terki werd geregeld de exponent voor de revival onder de IJslandse coach genoemd.
In het seizoen 2017/18 kende Terki een terugval, maar toch kreeg hij onder trainer Peter Maes veel speeltijd. In het seizoen 2018/19 kon Terki de degradatie van Lokeren naar Eerste klasse B niet verhelpen. De Algerijn stapte daarop over naar de Griekse eersteklasser Xanthi FC. Een jaar later haalde RWDM hem terug naar België.

## Statistieken
| Seizoen     | Club             | Competitie         | Competitie | Competitie | Competitie | Beker | Beker | Beker | Internationaal | Internationaal | Internationaal | Totaal | Totaal | Totaal |
| Seizoen     | Club             | Competitie         | Wed.       | Dlp.       | Ass.       | Wed.  | Dlp.  | Ass.  | Wed.           | Dlp.           | Ass.           | Wed.   | Dlp.   | Ass.   |
| ----------- | ---------------- | ------------------ | ---------- | ---------- | ---------- | ----- | ----- | ----- | -------------- | -------------- | -------------- | ------ | ------ | ------ |
| 2009/10     | RAEC Mons        | Eerste klasse B    | 1          | 0          | 0          | 0     | 0     | 0     | —              | —              | —              | 1      | 0      | 0      |
| 2010/11     | RAEC Mons        | Eerste klasse B    | 23         | 1          | 2          | 0     | 0     | 0     | —              | —              | —              | 23     | 1      | 2      |
| Club Totaal | Club Totaal      | Club Totaal        | 24         | 1          | 2          | 0     | 0     | 0     | 0              | 0              | 0              | 24     | 1      | 2      |
| 2015/16     | FCV Dender EH    | Derde klasse       | 0          | 0          | 0          | 1     | 0     | 0     | —              | —              | —              | 1      | 0      | 0      |
| Club Totaal | Club Totaal      | Club Totaal        | 0          | 0          | 0          | 1     | 0     | 0     | 0              | 0              | 0              | 1      | 0      | 0      |
| 2015/16     | Sporting Lokeren | Jupiler Pro League | 10         | 0          | 0          | 0     | 0     | 0     | —              | —              | —              | 10     | 0      | 0      |
| 2016/17     | Sporting Lokeren | Jupiler Pro League | 36         | 3          | 2          | 2     | 0     | 0     | —              | —              | —              | 38     | 3      | 2      |
| 2017/18     | Sporting Lokeren | Jupiler Pro League | 29         | 1          | 1          | 2     | 0     | 0     | —              | —              | —              | 31     | 1      | 1      |
| 2018/19     | Sporting Lokeren | Jupiler Pro League | 21         | 3          | 1          | 2     | 0     | 0     | —              | —              | —              | 23     | 3      | 1      |
| Club Totaal | Club Totaal      | Club Totaal        | 96         | 7          | 4          | 6     | 0     | 0     | 0              | 0              | 0              | 102    | 7      | 4      |
| 2019/20     | Xanthi FC        | Super League       | 29         | 0          | 0          | 2     | 0     | 0     | —              | —              | —              | 31     | 0      | 0      |
| Club Totaal | Club Totaal      | Club Totaal        | 29         | 0          | 0          | 2     | 0     | 0     | 0              | 0              | 0              | 31     | 0      | 0      |
| 2020/21     | RWDM             | Eerste klasse B    | 26         | 1          | 3          | 2     | 0     | 0     | —              | —              | —              | 28     | 1      | 3      |
| 2021/22     | RWDM             | Eerste klasse B    | 4          | 0          | 0          | 1     | 0     | 0     | —              | —              | —              | 5      | 0      | 0      |
| Club Totaal | Club Totaal      | Club Totaal        | 30         | 1          | 3          | 3     | 0     | 0     | 0              | 0              | 0              | 33     | 1      | 3      |
| 2021/22     | Swift Hesperange | BGL League         | 14         | 3          | 2          | 0     | 0     | 0     | —              | —              | —              | 14     | 3      | 2      |
| 2022/23     | Swift Hesperange | BGL League         | 28         | 3          | 2          | 1     | 0     | 0     | —              | —              | —              | 29     | 3      | 2      |
| Club Totaal | Club Totaal      | Club Totaal        | 42         | 6          | 4          | 1     | 0     | 0     | 0              | 0              | 0              | 43     | 6      | 4      |
| 2023/24     | Ratchaburi       | Thai League        | 5          | 0          | 1          | 0     | 0     | 0     | —              | —              | —              | 5      | 0      | 1      |
| Club Totaal | Club Totaal      | Club Totaal        | 5          | 0          | 1          | 0     | 0     | 0     | 0              | 0              | 0              | 5      | 0      | 1      |
| TOTAAL      | TOTAAL           | TOTAAL             | 226        | 15         | 14         | 13    | 0     | 0     | 0              | 0              | 0              | 239    | 15     | 14     |